# مغرالمیر
مغرالمیر (به عربی: مغرالمير) یک روستا در سوریه است که در منطقه قطنا واقع شده‌است.
 مغرالمیر  ۵۸۸ نفر جمعیت دارد.